# USA Gymnastics
USA Gymnastics, o USAG, è la federazione sportiva statunitense per la ginnastica, fondata nel 1963.
Le discipline regolate sono: 
- Ginnastica artistica
- Ginnastica ritmica
- Trampolino elastico e Tumbling («T&T»)
- Ginnastica acrobatica
- Ginnastica per tutti